# 雅魯縣
雅鲁县是中国东北的一个曾经设置的县。位于今扎兰屯市全境、阿荣旗南部。辖境东至阿伦河西岸与布西县分界，南与景兴县、扎赉特旗分界，北至内兴安岭与的呼伦县分界。

## 历史
1683年（康熙22年），今大兴安岭东麓境归黑龙江将军管辖。1691年（康熙30年），设立布特哈满洲总管一员。1894年（光绪20年），布特哈副都统衔总管升为正二品布特哈副都统，仍隶属黑龙江将军管辖。1906年（光绪32年），裁撤布特哈副都统，以嫩江为界，分设东路布特哈、西路布特哈，各设总管1人，分别掌管本路所辖各旗事宜。西路布特哈总管驻宜卧奇后屯（今莫力达瓦达斡尔族自治旗尼尔基镇北9公里处宜卧奇村)，雅鲁河流域属西路布特哈。
1915年于西路布特哈总管地分置布西设治局，属黑龙江省。治所即今莫力达瓦达斡尔族自治旗尼尔基镇。1916年3月1日，北洋政府为管理自行流入的垦荒农民和发展招垦事业，批准黑龙江省公署在大兴安岭东麓济沁河流域设置济沁河稽垦局；1916年7月1日，设置扎兰屯稽垦局，同时设立辅佐稽垦局管理土地开放事务的扎兰屯佐治局管理济沁河稽垦局与雅鲁河稽垦局的土地开放等行政事务的，专事土地开发及管理事务。1919年以阿伦河为界，东属布西设治局，西属扎兰屯佐治局。1926年2月2日，济沁河、扎兰屯两稽垦局合并设立雅鲁设治局，局址在今扎兰屯，由黑龙江省公署委派设治员进行管理。1929年1月5日，黑龙江省公署把雅鲁设治局改升为雅鲁县，衙署驻扎兰屯，隶属黑龙江省管辖，为三等县。
1932年6月27日，伪满洲国成立后，撤销雅鲁县建制，将原雅鲁县行政区分设为布特哈左翼旗驻地今扎兰屯、布特哈右翼旗驻地博克图。1933年5月12日。布特哈左翼、右翼两旗合并为布特哈旗，隶属于兴安东分省。伪旗公署设在今扎兰屯。1933年3月，析布西设治局五区、布特哈旗三区和甘南县境金界壕外育和屯一部分置阿荣旗，旗公署驻红花梁子。